# Communauté de Robinson
La Communauté de Robinson est une paroisse protestante réformée dont le temple est situé 36 rue Jean Longuet à Châtenay-Malabry. Un de ses plus illustres paroissiens a été Paul Ricœur. Elle est membre de l'Église protestante unie de France.

## Histoire

### Fondation de la paroisse
La décision de créer une église réformée dans le secteur fut prise au début des années 1960, en raison du grand nombre de protestants implantés à Châtenay-Malabry et alentour qui devaient se rendre dans des paroisses distantes pour participer au culte. Dès mai 1965, des cultes ont eu lieu à la salle de l'aumônerie du lycée Marie-Curie à Sceaux, les autres activités étant dispersées dans diverses maisons, églises et salles municipales.
En 1968, la communauté achète le terrain du 36 rue Jean Longuet à Châtenay-Malabry qui comporte une maison de neuf pièces et permet le développement des cultes, des réunions et des activités de catéchèse et de jeunesse. Sous la conduite du pasteur Jean Abel, la Communauté de Robinson développe de nombreuses spécificités : les prédications étaient suivies de débats d'assemblée, la liturgie était propre à la Communauté de Robinson, la paroisse se gouvernait par des assemblées mensuelles et non par l’entremise d’un conseil presbytéral comme dans les autres paroisses protestantes.
La Communauté affirme son caractère propre en se dotant en 1966 d'une "charte communautaire" en 5 points :
- Affirmation de "la conviction que c'est Jésus qui est l'espérance de tous les hommes";
- Affirmation de la conviction que "la Bible est pour tous le lieu de ressourcement privilégié de toute vie nouvelle ; c'est en communauté qu'on écoute le mieux le Seigneur y exprimer son pardon libérateur";
- Affirmation de la responsabilité culturelle, sociale et politique du chrétien;
- Affirmation de l'attachement de la Communauté au pluralisme théologique, politique et social;
- Affirmation de la volonté d'une écoute mutuelle et d'une ouverture à l'autre.

La nouvelle paroisse se trouve ainsi d’emblée placée dans l’action sociale : soutien scolaire, équipe d'Entraide, aumônerie protestante à la prison de Fresnes. À la fin des années 1960 un groupe de jeunes s'est formé en communauté, cohabitant dans un appartement du quartier de la Butte Rouge - où ils ont exercé une activité sociale importante, notamment par la création de jardins ouvriers pour les habitants des HLM.

### Le Centre de Robinson
En 1972, la construction d’un "centre de rencontres" est décidée. Les travaux commencés en mai 1972 se terminent début 1973 et permettent une inauguration en mars 1973. Le "centre" est conçu en souterrain (allusion aux catacombes des premiers chrétiens) autour d’un grand volume central qui distribue les accès à une grande salle, où se tient le culte, mais aussi à un "oratoire" ou petite salle de musique d’une part, à une salle de lecture d’autre part, à une cuisine-foyer-bar et à un coin cheminée. Il est donc possible d’utiliser cet espace pour des activités culturelles aussi bien que cultuelles et se constitue bientôt une "association culturelle" (loi de 1901) "Centre de Robinson" pour gérer cet aspect qui échappe légalement aux prérogatives d’une association cultuelle loi de 1905. Le parvis devant l’entrée du bâtiment auquel on accède par un escalier qui descend depuis le niveau de la rue se conçoit comme un possible "théâtre de verdure".
Le fonctionnement est revenu au système plus habituel du conseil presbytéral au début des années 1990. Les débats ne sont plus systématiques au culte, mais la communauté de Robinson conserve sa fibre participative et ouverte. La tradition de réflexion et d'échanges en groupes de la communauté de Robinson reste néanmoins très forte comme en témoigne l’organisation chaque année des Entretiens de Robinson.
En 2012, une salle polyvalente est ajoutée ainsi qu’un ascenseur pour l’accès des personnes handicapées.

## Les Entretiens de Robinson
Chaque année depuis 1986 sont organisés au Centre les Entretiens de Robinson. Institués par Paul Ricœur, ils visent à éclairer un grand problème de notre temps, en confrontant la diversité des points de vue, à partir d’approches complémentaires: sociétale, philosophique et théologique. Ils se déroulent chaque année sur trois ou quatre dimanches en hiver. Chaque entretien se compose d'un exposé d'une durée maximale d'une heure, suivi d'un débat largement ouvert aux questions des auditeurs.

## Autres activités
- L'association d'entraide fournit une assistance ponctuelle aux personnes en détresse dans le rayon de la paroisse.
- Le pasteur avec le soutien de la Communauté assure l'aumônerie protestante de la prison de Fresnes.
- La Communauté de Robinson est la paroisse protestante naturelle de l'écoquartier LaVallée, à 10 minutes à pied.
- Le dialogue œcuménique se poursuit avec l'ensemble des dénominations chrétiennes ainsi que les communautés juive et musulmane.